# تفجير بغداد (18 حزيران 2004)
في صباح يوم الجمعة 18 يونيو 2004 إنفجرت سيارة مفخخة قرب مركز تجنيد للجيش العراقي الجديد في بغداد. قُتل في التفجير حوالي 35 شخص وجُرح 141. أغلب القتلى كانوا من المدنيين ولم يتأذى أي مجند أو جندي أمريكي في الهجوم الذي يُشتبه بأنه في تنفيذ جماعة التوحيد والجهاد.

## ردود الفعل
إتهم وزير الدفاع العراقي حازم الشعلان جهات اقليمية بالتورط في التفجير وتوعد بملاحقة مرتكبي هذه العمليات. وقال في مؤتمر صحفي «هناك جهات اقليمية متورطة في هذا العمل وباستطاعتنا ان ننقل العمليات التي تشهدها الحالة العراقية إلى ديارهم وبلدانهم...».